# Биклянь
Биклянь — река в России, протекает по Тукаевскому району Татарстана. Левый приток Камы.

## Описание
Длина реки 13 км, площадь водосборного бассейна — 60,9 км². Протекает в пригородной зоне Набережных Челнов. Исток у начала железнодорожной ветки на Нижнекамск (к северу от аэропорта Бегишево). Течёт на северо-восток через село Биклянь, от деревни Круглое Поле течёт на север через дачные посёлки. Впадает в Каму по левому берегу у восточного края села Бетьки (в 8 км ниже плотины Нижнекамской ГЭС).
Сток реки и притоков зарегулирован. Основные притоки (левые): Камышлау, Камышка.
Крупнейший населённый пункт бассейна — посёлок Круглое Поле. В бассейне также расположен п. Кзыл-Юл.
Реку пересекают автодорога Набережные Челны — Нижнекамск и ж.-д. ветка Круглое Поле — Бетьки.

## Гидрология
Река со смешанным питанием, преимущественно снеговым. Замерзает в начале ноября, половодье в начале апреля. Средний расход воды в межень у устья — 0,015 м³/с.
Густота речной сети бассейна 0,44 км/км², лесистость 3 %. Годовой сток в бассейне 80 мм, из них 73 мм приходится на весеннее половодье. Общая минерализация от 300 мг/л в половодье до 1000 мг/л в межень.

## Данные водного реестра
По данным государственного водного реестра России относится к Камскому бассейновому округу, водохозяйственный участок реки — Кама от Нижнекамского гидроузла и до устья, без реки Вятка, речной подбассейн реки — бассейны притоков Камы до впадения Белой. Речной бассейн реки — Кама.
Код объекта в государственном водном реестре — 10010101512111100029096.